# رود هاربر
رود هاربر (بالإنجليزية: Rod Harper)‏ هو لاعب كرة قدم أمريكية أمريكي، ولد في 26 مارس 1985 في برادنتون في الولايات المتحدة.

## وصلات خارجية
- رود هاربر على موقع مرجع كرة القدم المحترفة.كوم (الإنجليزية)